# Luigi Bogliolo
Luigi Bogliolo (Sássari, 18 de abril de 1908 — Belo Horizonte,  6 de setembro de 1981) foi um médico e patologista na Itália e Brasil.
Suas contribuições versam diversos temas, destacando aquelas ligadas às chamadas doenças tropicais, especialmente a patologia das diferentes formas anatomoclínicas da esquistossomose mansônica.
Foi um dos fundadores da Sociedade Brasileira de Patologistas (em 1993, passou a ser chamada Sociedade Brasileira de Patologia), ocupando o cargo de presidente durante o biênio 1960-1962. Foi também membro da Academia Mineira de Medicina, ocupando a cadeira nº 46.
É autor do livro Patologia - obra considerada referência para estudantes e médicos - a qual teve sua primeira edição publicada em 1972. Atualmente (2014) se encontra na oitava edição.
É um Professor Emérito da Faculdade de Medicina da UFMG, titulação mais alta possível para um acadêmico da Universidade Federal de Minas Gerais.

## Biografia

### Vida na Itália
Primogênito de Enrico Bogliolo, ferroviário, e Maria Ruju, Luigi Bogliolo graduou-se em Medicina pela Universidade de Sassari em 1930, sendo considerado o melhor aluno da turma. Durante o curso médico, foi monitor da Cadeira de Anatomia e Histologia (1924-1927) e da Cadeira de Anatomia Patológica (1927-1930), sob a orientação do Professor Enrico Emilio Franco, discípulo da Escola de Morgagni, que se tornou seu grande amigo.
No biênio 1930-1932, foi assistente voluntário do Instituto de Anatomia e Histologia Patológica da Universidade de Sassari, dirigido por Franco. No final de 1932, transferiu-se, juntamente com o mestre, para a Real Universidade Adriática Benito Mussolini, sediada em Bari, tornando-se assistente efetivo.
Em dezembro de 1936, novamente seguindo os passos de Franco, transferiu-se para a Universidade de Pisa, na qualidade de Primeiro Assistente de Anatomia e Vice-Diretor do Instituto de Anatomia e Histologia Patológica. Ali, Bogliolo e Franco ligaram-se ao regente da Cadeira de Patologia Geral, Professor Cesare Sacerdotti. Numa demonstração de prestígio que desfrutavam no meio universitário pisado, os três amigos – Bogliolo, Franco e Sacerdotti – eram cognominados "I tre sofi", ou seja, "Os três sábios".
Em Pisa, Bogliolo obteve o título de Livre-Docente, mediante concurso realizado em 1938, e, nesse mesmo ano, casou-se com Geula Bennoun, estudante de Medicina de origem judaica, natural de Jafa.

### Perseguição e vinda para o Brasil
Em janeiro de 1939, devido às leis raciais, Franco – que era judeu – foi obrigado a se exilar em Jerusalém. Em março do mesmo ano, Bogliolo foi demitido da Universidade de Pisa por sua posição antifacista agravada por sua amizade com o Prof. Franco e por seu matrimônio com Geula Bennoun, sendo forçado a abandonar a Itália.
Bogliolo passou alguns meses na Bélgica e então, acompanhado pela esposa, veio para o Brasil, chegando ao Rio de Janeiro em 5 de janeiro de 1940.
No Rio de Janeiro, Bogliolo tornou-se, a partir de 1941, Chefe do Serviço de Anatomia Patológica da Quinta Cadeira de Clínica Médica da Faculdade de Medicina da Universidade do Brasil, até 1943. Aí ele foi um grande incentivador das sessões anatomoclínicas, realizando as autópsias dos casos apresentados.
Em 1944, transferiu-se para Belo Horizonte, atendendo a um convite de seu compatriota Alfredo Balena, diretor da instituição hoje conhecida como Faculdade de Medicina da UFMG, para reger a Cadeira de Anatomia e Fisiologia Patológica.
Por ser estrangeiro, ele foi obrigado a revalidar o seu diploma no período entre 1953 e 1957. Apenas em 1958 obteve o título de Doutor em Medicina, defendendo a tese Subsídio para o estudo anátomo-patológico da forma aguda toxêmica da esquitossomose mansônica.
Na Faculdade de Medicina da UFMG, Bogliolo criou uma Escola de Anatomia Patológica, a qual teve contribuições reconhecidas no âmbito da Patologia e disciplina afins, destacando-se aquelas ligadas às chamadas doenças tropicais, particularmente a esquistossomose mansônica, a doença de Chagas, a blastomicose sul-americana e as leishmanioses. Trabalhou nesta instituição até 1978, ano de sua aposentadoria compulsória.
Bogliolo faleceu de câncer, em Belo Horizonte,  no dia 6 de setembro de 1981, aos 73 anos.

## Trabalhos
As publicações de Bogliolo, durante sua vida acadêmica na Itália, versam sobre temas variados, destacando-se os estudos sobre leishmanioses e estudos de produção experimental de tumores malignos, por meio de injeções Thorotrast (um contraste radiológico muito utilizado na época).
Merecem especial atenção as contribuições do Bogliolo – já trabalhando na Faculdade de Medicina da UFMG – para o conhecimento da patologia das diferentes formas anatomoclínicas da esquitossomose mansônica. Ele caracterizou de modo preciso o quadro anatômico do fígado na forma hepatesplênica, notadamente na chamada “fibrose de Symmers”, a qual, no entender de alguns, deveria ser denominada “fibrose de Symmers-Bogliolo”. Além disso, ele descreveu de forma pioneira as alterações do hepatograma nos portadores da forma hepatesplênica da esquitossomose submetidos à esplenoportografia. Também foi o responsável pela primeira descrição do quadro anatômico do fígado durante a fase pré-postural da helmintíase.
Em 1972, Bogliolo publicou, pela Editora Guanabara Koogan S.A., a primeira edição do livro Patologia. Em 1978, publicou o livro Patologia Geral Básica (Agressão. Defesa. Adaptação. Doença.), pela mesma editora do livro de 1972.